# Hlín
Hlín is in de Noordse mythologie de twaalfde Asin. Zij waakt over mensen die Frigg in bescherming neemt tegen een of ander gevaar. Het oudnoordse woord ‘hleina’ betekent "zichzelf beschermen". Vermoedelijk is Hlín slechts een andere naam of een bijnaam van Frigg.